# Kəbirli (Beyləqan)
Kəbirli (pronunciato /kæ'birli/)è un comune dell'Azerbaigian situato nel distretto di Beyləqanche è la parte centro-occidentale del paese,essi conta una popolazione di 4.250 abitanti circa.